# 김헌섭
김헌섭은 청주지방법원과 광주지방법원에서 법원장을 역임한 법조인이다.